# Belgisch kampioenschap JKA Karate
Het Belgisch kampioenschap JKA Karate is een jaarlijkse karatewedstrijd in België waar gekampt wordt voor de nationale titel. Het kampioenschap wordt gehouden in de disciplines kata en kumite voor zowel mannen als vrouwen. Tijdens dit kampioenschap nemen de 8 best geplaatste karateka's van het Vlaams kampioenschap JKA Karate het op tegen de 8 best geplaatste karateka's van JKA francophone de Belgique. 
De best scorende karateka die zowel in kata als kumite bij de laatste 4 eindigt, krijgt de titel van algemeen Belgische kampioen, de Miyazaki cup. Sinds 2023 wordt deze titel uitgereikt tijdens een aparte wedstrijd tussen een selectie van de 8 meest verdienstelijke Belgische karateka's van dat jaar. De organisatie is in handen van de Belgian Amateur Karate Federation (BAKF), beter bekend onder de naam JKA-Belgium. 

## Categorieën

### Heren
- Belgisch kampioenschap JKA karate senioren heren
- Belgisch kampioenschap JKA karate junioren heren
- Belgisch kampioenschap JKA karate scholieren heren
- Belgisch kampioenschap JKA karate cadetten heren

### Dames
- Belgisch kampioenschap JKA karate senioren dames
- Belgisch kampioenschap JKA karate junioren dames
- Belgisch kampioenschap JKA karate scholieren dames
- Belgisch kampioenschap JKA karate cadetten dames

### Andere
- Miyazaki cup